# 리처드 트레비식

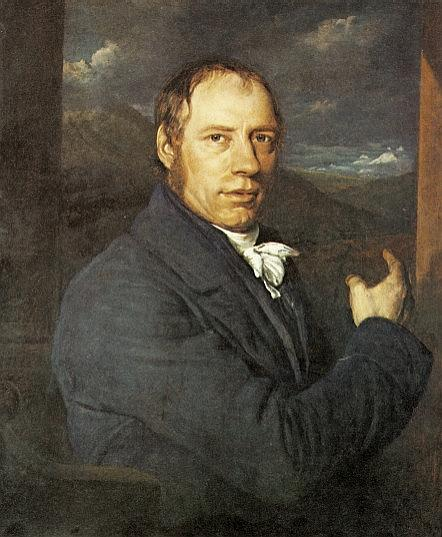
리처드 트레비식의 초상

리처드 트레비식(영어: Richard Trevithick, 1771년 4월 13일 ~ 1833년 4월 22일)은 영국의 발명가로, 영국에서 처음으로 증기 기관차를 사용한 사람이다.

## 업적
그는 1801년에 최초로 증기력을 이용한 기관차를 만들었고, 1804년 슈롭셔에서 철제품을 나르는 최초의 철로용 기관차인 페니다렌호를 만들었다. 하지만 트레비식은 이 기관차들을 런던에 전시했음에도 불구하고, 사람들의 관심을 받지 못했다. 그 후 나머지 생애는 증기로 움직이는 기계와 최초의바위 굴착 기계 등 증기 엔진 연구를 했다